# Pholcophora maria
Pholcophora maria är en spindelart som beskrevs av Willis J. Gertsch 1977. Pholcophora maria ingår i släktet Pholcophora och familjen dallerspindlar. Inga underarter finns listade i Catalogue of Life.